# Blood Chit
Blood Chit (дословно с английского: кровавый талон; перевод по смыслу: «документик, спасающий кровь») — часть военного снаряжения, используемая в военной авиации США для оповещения неанглоязычного населения союзных или нейтральных территорий о национальной принадлежности военного лётчика в случае его аварийной посадки.

## История возникновения
Идея подобного оповещения появилась в 1793 году, когда французский воздухоплаватель Бланшар совершал демонстрационные полёты в США — в частности, перелёт из Филадельфии, штат Пенсильвания в Дептфорд, штат Нью-Джерси.
Поскольку место посадки монгольфьера во время этого перелёта предсказать было невозможно, а Бланшар не говорил по-английски, президент Джордж Вашингтон выдал ему сопроводительное письмо, обращённое ко всем американским гражданам и обязывающее их способствовать возвращению Бланшара в Филадельфию.
Во время Первой мировой войны английские лётчики из Королевского Лётного Корпуса, действующие в Индии и Месопотамии, во время полётов имели при себе так называемые «goolie chit» — куски ткани с напечатанными на четырёх местных языках обещанием вознаграждения каждому, кто доставит целым и невредимым лётчика обратно в часть.
Слово «goolie» на сленге обозначало яички: в районах использования этих предметов амуниции среди местных племён был обычай оставлять пленников в качестве прислуги — предварительно кастрировав.

## Использование в американских ВВС
Широкое распространение в ВВС США blood chit получили во время Второй мировой войны, когда американским лётчикам (в том числе и добровольцам) приходилось действовать в Юго-Восточной Азии (China-Burma-India Theater, CBI).
Было несколько вариантов подобных обращений. В Американской Добровольческой Группе (AVG) использовались прикрепляемые на спину шёлковые blood chit’s с такой надписью:
| Этот иностранец прибыл в Китай помочь нам в борьбе. Солдаты и гражданские, все и каждый по отдельности, должны спасти, защитить его и предоставить ему медицинскую помощь. Оригинальный текст (англ.)This foreign person has come to China to help in the war effort. Soldiers and civilians, one and all, should rescue, protect, and provide him with medical care |

В дальнейшем blood chit применялись в Корейской, Вьетнамской войнах, а также в прочих зонах военных действий.
Современные blood chit, кроме надписи, содержат также некоторое количество денег.